# Папчинский, Павел Самсонович
Павел Самсонович Папчинский (1858 — ?) — эстонский и российский политический деятель, мировой судья, депутат Государственной думы I созыва от Эстляндской губернии.

## Биография
Русский по национальности, православный по вероисповеданию, из дворян Екатеринославской губернии.
Окончил юридический факультет Петербургского университета со степенью кандидат прав.
Работал в Министерстве юстиции.
С 1886 года мировой судья по Екатеринославскому уезду Екатеринославской губернии. В 1889—1890 годах председатель и непременный член Екатеринославского съезда мировых судей. В 1896 году откомандирован Министерством юстиции в Нижний Новгород в качестве мирового судьи на время всероссийской Нижегородской выставки. С 1897 года член Ревельского окружного суда. В 1900—1906 годах председатель Эстляндской губернской земской управы. Мировой судья Везенберг-Вейсенштейнского округа. Сторонник широкого местного самоуправления. Член эстонско-русской Прогрессивной партии.
14 апреля 1906 года избран в Государственную думу I созыва от общего состава выборщиков Эстляндского губернского избирательного собрания. Входил в Конституционно-демократическую фракцию и эстонскую секцию группы автономистов.
Дальнейшая судьба и дата смерти неизвестны.